# 西宝捻螺
西宝捻螺（学名：Acteon sieboldi），是头楯目捻螺科Acteon属的一种。主要分布于中国大陆、台湾，常栖息在浅海沙底。